# Isperich (gmina)
Isperich (bułg. Община Исперих)  − gmina w północno-wschodniej Bułgarii, w obwodzie Razgrad.

## Miejscowości
Miejscowości wchodzące w skład gminy Isperich:
- Belinci (bułg.: Белинци),
- Byrdokwa (bułg.: Бърдоква),
- Dełczewo (bułg.: Делчево),
- Dragomyż (bułg.: Драгомъж),
- Duchowec (bułg.: Духовец),
- Goljam Porowec (bułg.: Голям Поровец),
- Isperich (bułg.: Исперих) - stolica gminy,
- Jakim Gruewo (bułg.: Яким Груево),
- Jonkowo (bułg.: Йонково),
- Kitanczewo (bułg.: Китанчево),
- Konewo (bułg.: Конево),
- Kypinowci (bułg.: Къпиновци),
- Łudogorci (bułg.: Лудогорци),
- Ływino (bułg.: Лъвино),
- Małko Jonkowo (bułg.: Малко Йонково),
- Małyk Porowec (bułg.: Малък Поровец),
- Peczenica (bułg.: Печеница),
- Podajwa (bułg.: Подайва),
- Rajnino (bułg.: Райнино),
- Sredosełci (bułg.: Средоселци),
- Staro seliszte (bułg.: Старо селище),
- Swesztari (bułg.: Свещари),
- Todorowo (bułg.: Тодорово),
- Wazowo (bułg.: Вазово).